# Yvette Cooper
Pour les articles homonymes, voir Cooper.
Yvette Cooper, née le 20 mars 1969 à Inverness (Écosse), est une femme politique britannique qui occupe le poste de secrétaire d'État à l'Intérieur dans le gouvernement Starmer depuis juillet 2024. 
Membre du Parti travailliste, Cooper est députée à la Chambre des communes pour la circonscription de Pontefract, Castleford et Knottingley, qui comprenait Normanton jusqu'en 2024, depuis 1997.
Élue pour la première fois au Parlement lors des élections générales de 1997 qui portent Tony Blair au pouvoir, Cooper est sous-secrétaire d'État parlementaire dans trois départements ministériels de 1999 à 2005. Elle est promue ministre d'État chargée du Logement et de la Planification en 2005 et est conservée à ce poste lorsque Gordon Brown est nommé Premier ministre en 2007. En 2008, elle rejoint le cabinet Brown en tant que secrétaire en chef du Trésor, avant d'être promue secrétaire d'État au Travail et aux Retraites en 2009. Après la défaite du Labour aux élections générales de 2010, Cooper sert dans le cabinet fantôme d'Ed Miliband en tant que secrétaire fantôme aux Affaires étrangères de 2010 à 2011. En 2011, son mari Ed Balls est promu chancelier fantôme de l'Échiquier ; Cooper remplace Balls au poste de Shadow Home Secretary et sert jusqu'à ce que les travaillistes perdent les élections générales de 2015.
Le 13 mai 2015, Cooper annonce sa candidature à la tête du Parti travailliste lors des élections à la direction à la suite de la démission de Miliband. Cooper arrive troisième avec 17,0 % des voix au premier tour, perdant face à Jeremy Corbyn. Cooper démissionne de son poste de Secrétaire d'État à l'Intérieur du cabinet fantôme en septembre 2015. Elle est présidente de la commission spéciale des affaires intérieures de 2016 à 2021. En tant que député d’arrière-ban, Cooper cherche à plusieurs reprises à étendre l’article 50 pour retarder le Brexit. Elle redevient Shadow Home Secretary dans le cabinet fantôme de Starmer en novembre 2021.
Après la victoire du Labour aux élections générales de 2024 au Royaume-Uni, Cooper revient au gouvernement et est nommée ministre de l'Intérieur par le Premier ministre Keir Starmer dans son gouvernement.

## Jeunesse et éducation
Yvette Cooper est née le 20 mars 1969 à Inverness, en Écosse. Elle est la fille de Tony Cooper, ancien secrétaire général du syndicat Prospect, ancien directeur non exécutif de l'Autorité britannique de démantèlement nucléaire et ancien président du British Nuclear Industry Forum. Il a également été conseiller gouvernemental au sein du Comité consultatif sur l'énergie. Sa mère, June, est professeur de mathématiques.
Elle fait ses études à l'Eggar's School, une école polyvalente à Holybourne, et à l'Alton College, toutes deux situées à Alton, dans le Hampshire. Elle étudie la philosophie, la politique et l'économie au Balliol College d'Oxford et obtient un diplôme spécialisé de première classe. Elle remporte une bourse Kennedy en 1991 pour étudier à l'université Harvard et termine ses études de troisième cycle par une maîtrise en économie à la London School of Economics.

## Début de carrière
Elle commence sa carrière en tant que chercheuse en politique économique pour le chancelier fantôme John Smith en 1990 avant de travailler en Arkansas pour Bill Clinton, candidat du Parti démocrate à la présidence des États-Unis, en 1992. Plus tard cette année-là, elle devient conseillère politique auprès de la secrétaire en chef fantôme au Trésor, Harriet Harman.
À l'âge de 24 ans, Cooper développe un syndrome de fatigue chronique, dont il lui faut un an pour se remettre. En 1994, elle devient associée de recherche au Center for Economic Performance. En 1995, elle est la correspondante économique en chef de The Independent, restant au journal jusqu'à son élection à la Chambre des communes en 1997.

## Carrière parlementaire
Cooper est choisie comme candidate travailliste pour se présenter à Pontefract et Castleford aux élections générales de 1997. Elle est élue députée de Pontefract et Castleford avec 75,7 % des voix et une majorité de 25 725 voix. Elle prononce son premier discours à la Chambre des Communes le 2 juillet 1997, parlant de la lutte de sa circonscription contre le chômage.

### Gouvernement Blair et Brown: 1999-2010
En 1999, elle est promue sous-secrétaire d'État parlementaire au ministère de la Santé. En tant que ministre de la Santé, Cooper contribue à la mise en œuvre du programme Sure Start. À ce poste, elle est également la première ministre du gouvernement britannique de l'histoire à prendre un congé de maternité.
Aux élections générales de 2001, Cooper est réélue députée de Pontefract et Castleford avec une part des voix de 69,7 % et une majorité de 16 378 voix.
En 2003, elle devient sous-secrétaire parlementaire à la régénération au sein du cabinet du vice-Premier ministre avec la responsabilité de la régénération des bassins houillers. À la suite des élections générales de 2005, elle est promue ministre, en tant que ministre d'État chargée du logement et de la planification au sein du ministère des Communautés et du Gouvernement local à partir de 2006.
Cooper est réélue aux élections générales de 2005 avec une part des voix de 63,7 % et une majorité de 15 246 voix.
Après que Gordon Brown soit devenu Premier ministre, Cooper est invitée à assister aux réunions du cabinet en tant que ministre du Logement. Peu de temps après avoir accepté ce poste, elle présente le programme Home Information Pack (HIPs). Selon le chroniqueur conservateur Matthew Parris, Cooper conçoit les HIP, mais évite les critiques directes sur ses problèmes en raison de ses liens avec Brown.

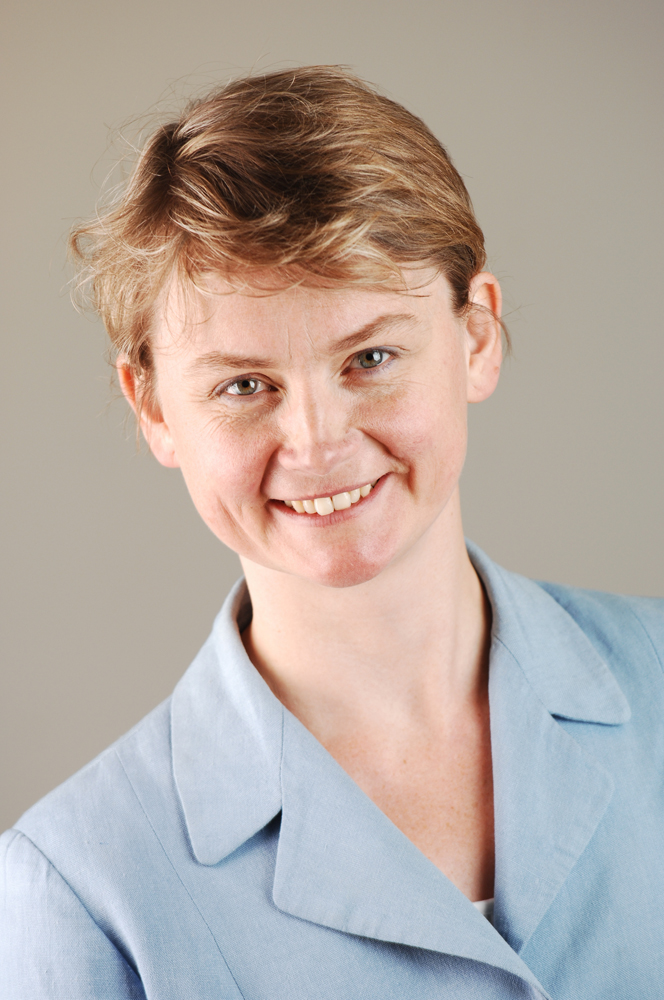
Yvette Cooper, actuelle ministre du Logement, photo de 2007

En 2008, Cooper est la première femme à occuper le poste de Secrétaire en chef du Trésor, où elle participe à l'intégration de Northern Rock dans la propriété publique. Comme son mari, Ed Balls, est déjà ministre, ils deviennent le premier couple marié à siéger ensemble au cabinet.
En 2009, Cooper est nommée secrétaire d'État au Travail et aux Retraites et présente la loi de 2009 sur la réforme de la protection sociale, qui comprend des mesures visant à étendre le recours aux sanctions en matière de prestations pour forcer les chômeurs à chercher du travail. De nombreux militants – dont le Child Poverty Action Group (CPAG) – exhortent Cooper à repenser l'approche travailliste, arguant plutôt qu'un soutien accru aux demandeurs d'emploi était vital pour éradiquer la pauvreté des enfants,.

### Cabinet fantôme Miliband: 2010-2015
Avant les élections générales de 2010, la circonscription de Cooper de Pontefract et Castleford est abolie et remplacée par Normanton, Pontefract et Castleford. Lors de l'élection, Cooper est élue députée avec 48,1 % des voix et une majorité de 10 979 voix. Après la défaite du parti travailliste aux élections générales, Cooper et son mari Ed Balls sont tous deux mentionnés dans la presse comme candidats potentiels à la direction lorsque Gordon Brown démissionne de son poste de chef du parti travailliste.
Avant que Balls n'annonce sa candidature, il propose de se retirer si Cooper veut se présenter, mais Cooper refuse pour le bien de leurs enfants, déclarant que ce ne serait pas le bon moment pour elle,. Elle arrive ensuite en tête du scrutin de 2010 pour les places dans le cabinet fantôme, et des rumeurs circulent selon lesquelles le leader travailliste nouvellement élu, Ed Miliband, la nommerait chancelière fantôme de l'Échiquier,. Au lieu de cela, elle devient secrétaire d'État fantôme aux Affaires étrangères.
Lorsqu'Alan Johnson démissionne de son poste de chancelier fantôme le 20 janvier 2011, Cooper est nommée secrétaire d'État fantôme à l'Intérieur. Son mari, Ed Balls, remplace Johnson au poste de chancelier fantôme. Cooper est également ministre fantôme chargée des femmes et de l'égalité d'octobre 2010 à octobre 2013.

#### Secrétaire fantôme à l'Intérieur: 2011-2015
Le 20 janvier 2011, Cooper prend le poste de Shadow Home Secretary au milieu d'un remaniement ministériel fantôme. À ce poste, Cooper suit Theresa May au ministère de l'Intérieur.
En 2013, elle propose la nomination d'un commissaire national aux violences domestiques et sexuelles. Elle parle lors de la conférence du parti travailliste en 2014 sur les Européens de l’Est maltraités par les employeurs de main-d’œuvre migrante.

### Élection à la direction du parti travailliste de 2015

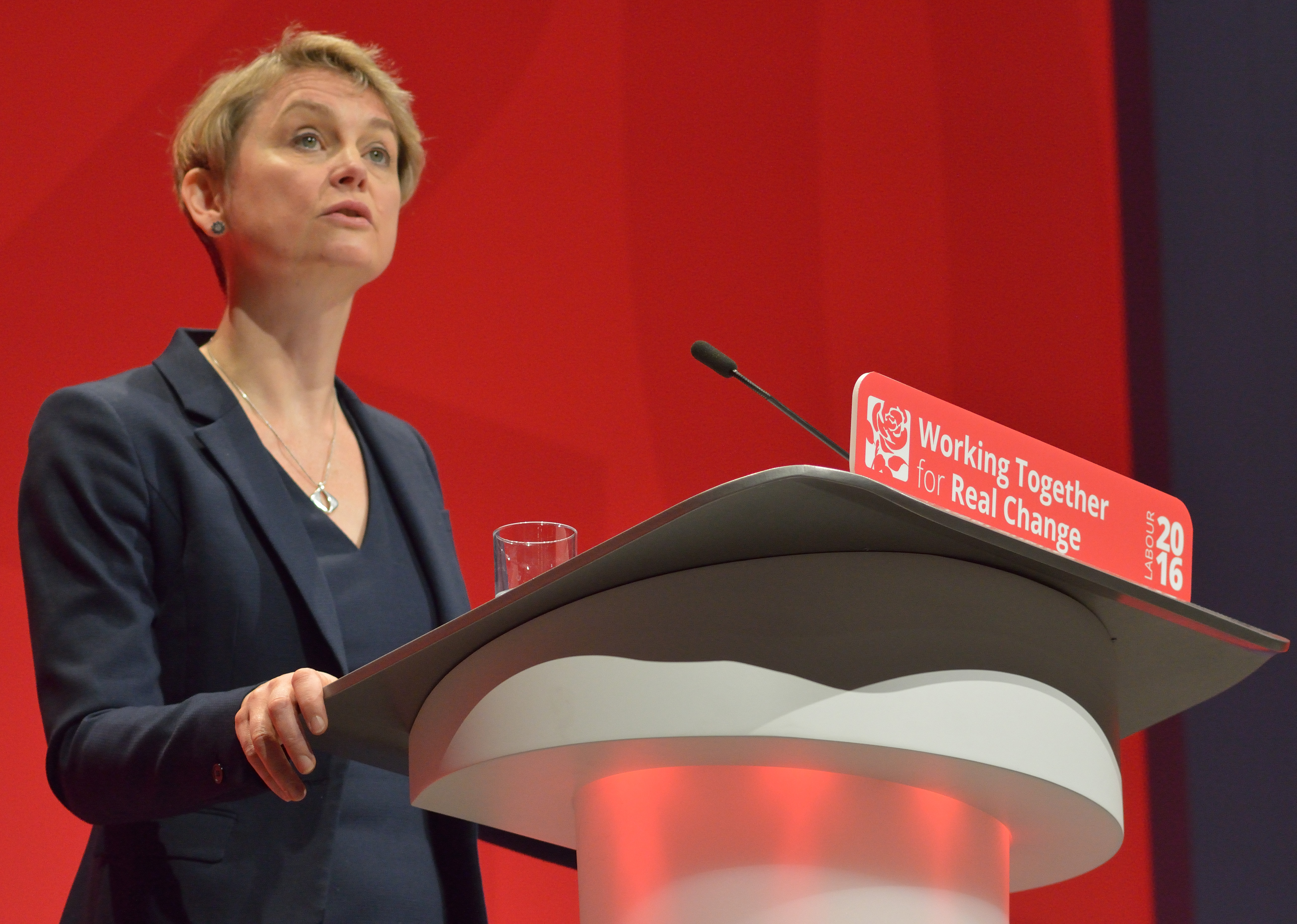
Cooper s'exprimant à la conférence du Parti travailliste de 2016

Aux élections générales de 2015, elle est réélue députée de Normanton, Pontefract et Castleford avec une part de voix de 54,9 % et une majorité accrue de 6,7 %. Après l'élection et la démission d'Ed Miliband, elle est parmi les quatre candidats à la direction du parti travailliste. Elle est soutenue par 59 députés, 12 députés européens, 109 CLP, deux syndicats affiliés et une société socialiste,,. Le journal Guardian qualifie Cooper de « la mieux placée » pour offrir une vision forte et unir le parti, tandis que le New Statesman salue son expérience,. L'ancien Premier ministre Gordon Brown soutient publiquement  Cooper comme son premier choix comme chef, tout comme l'ancien ministre de l'Intérieur Alan Johnson,.
Au cours de la campagne, Cooper soutient la réintroduction du taux d'imposition sur le revenu de 50 pence et la création de davantage d'emplois manufacturiers hautement qualifiés. Elle propose l'introduction d'un salaire vital pour les travailleurs sociaux et la construction de 300 000 maisons chaque année.

### Députée d’arrière-ban: 2015-2021

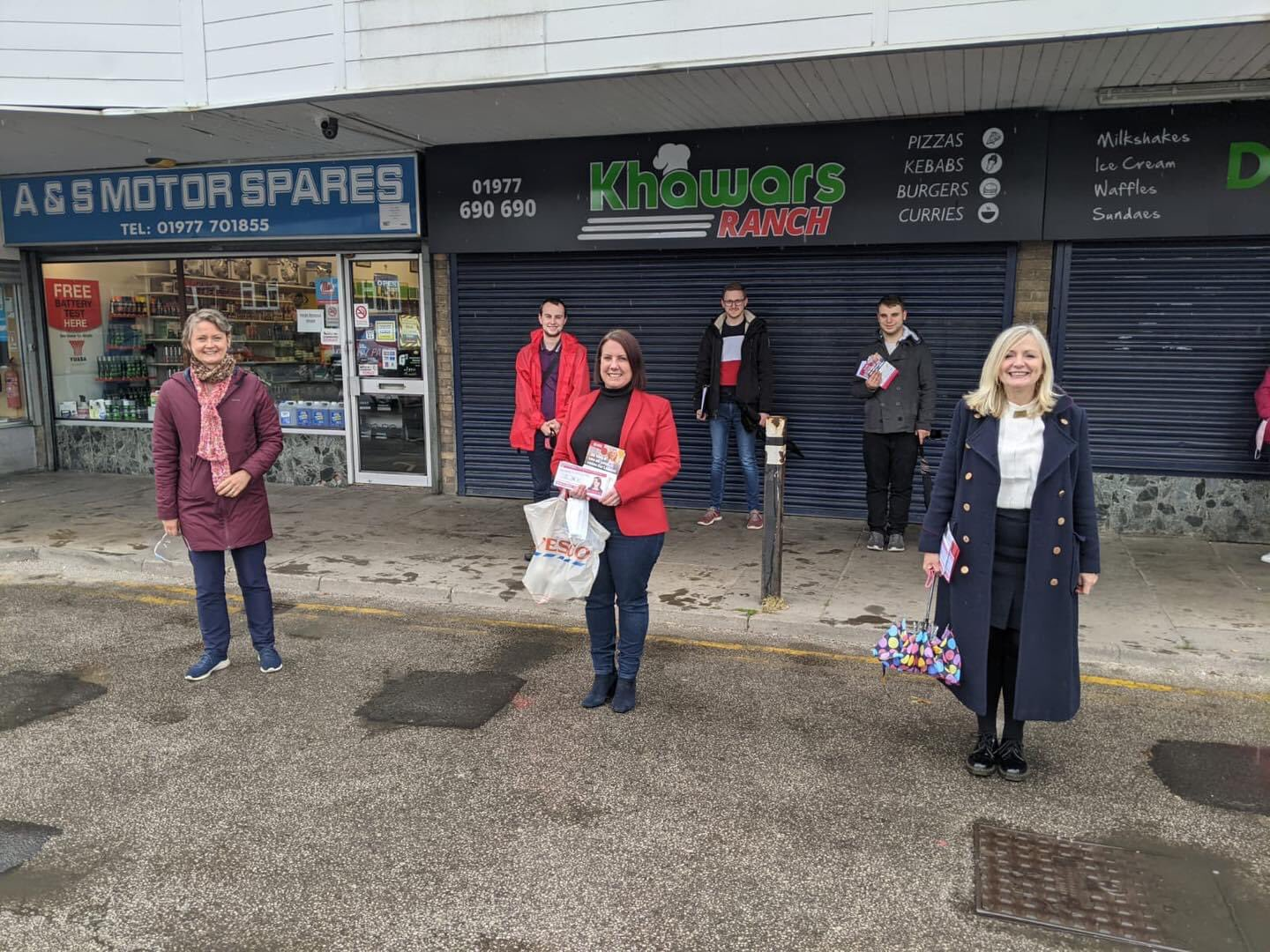
Yvette Cooper en campagne avec Tracy Brabin à Pontefract en 2021

Après les élections à la direction du Parti travailliste de 2015, Cooper revient sur les banquettes arrière, après près de 17 ans sur la banquette avant. S'appuyant sur son travail existant sur la crise des réfugiés en Europe, Cooper est nommée présidente du groupe de travail du parti travailliste sur les réfugiés.
Elle soutient Owen Smith contre Jeremy Corbyn lors des élections à la direction de 2016.
Après un vote des députés le 19 octobre 2016, Cooper est élue présidente de la commission spéciale des affaires intérieures, gagnant plus de voix que ses collègues candidats, Caroline Flint, Chuka Umunna et Paul Flynn. En tant que présidente, Cooper lance une enquête nationale sur l'opinion du public sur l'immigration et, après une enquête d'urgence sur le programme Dubs pour les enfants réfugiés, critique la décision du gouvernement de mettre fin au programme en février 2017,.
Lors des élections générales anticipées de 2017, Cooper est réélue, avec une part des voix augmentée de 59,5 % et une majorité de 14 499 voix.
Elle est réélue aux élections générales de 2019, avec une part des voix en baisse de 37,9 % et une majorité de 1 276 voix.

#### Brexit
Au cours du processus du Brexit, Cooper se bat contre un Brexit sans accord, en déposant l'un des principaux amendements en janvier 2019.
En avril, Cooper dépose un projet de loi d'initiative parlementaire, toujours dans le but d'empêcher un Brexit « sans accord ». Le projet de loi est discuté comme un projet de loi important en utilisant des processus souvent utilisés pour les questions de sécurité nationale. Les députés votent par 312 voix contre 311 en faveur d'une procédure accélérée pour son projet de loi, qui est adopté le 8 avril 2019.

### Cabinet fantôme Starmer: 2021-2024
Cooper est reconduite au poste de Shadow Home Secretary le 29 novembre 2021 par Keir Starmer, en remplacement de Nick Thomas-Symonds lors d'un remaniement du cabinet fantôme.
À la suite d'allégations selon lesquelles la ministre de l'Intérieur, Suella Braverman, aurait enfreint le code ministériel en envoyant des informations sécurisées avec son courrier électronique privé, Cooper demande que d'éventuelles implications en matière de sécurité fassent l'objet d'une enquête,.

### Secrétaire à l'Intérieur
Après la victoire du Labour aux élections générales de 2024 au cours desquelles Cooper est réélue, elle est nommée ministre de l'Intérieur par Starmer dans son gouvernement le 5 juillet.
En juin 2025, à la suite de la publication du « rapport accablant » de Louise Casey concernant les activités des gangs pédocriminels en Grande-Bretagne et mettant en lumière « des décennies de négligence de la part des autorités locales face à des abus systémiques », elle dévoile un projet de réforme législative pour que « les adultes qui ont des relations sexuelles avec pénétration avec un enfant de moins de 16 ans encourent une inculpation pour viol ». Elle annonce également que la nationalité et les données ethniques des auteurs de violences sexuelles sur mineurs devront désormais être systématiquement enregistrées.
Elle fait interdire en juin 2025 le mouvement Palestine Action et le fait inscrire sur la liste des « organisations terroristes » quelques jours après que ses militants ont maculé de peinture rouge des avions d’une base de la Royal Air Force. Des centaines de personnes manifestant contre l'interdiction du mouvement pro-palestinien sont ensuite détenues par la police.

## Vie privée
Cooper épouse Ed Balls le 10 janvier 1998 à Eastbourne. Son mari est Secrétaire économique du Trésor dans le gouvernement de Tony Blair et secrétaire d'État à l'enfance, à l'école et à la famille sous Gordon Brown, puis dans l'opposition, il est chancelier fantôme de l'Échiquier et candidat aux élections à la direction du Parti travailliste de 2010. Le couple a deux filles et un fils.
Cooper a publié deux livres, intitulés She Speaks: The Power of Women's Voices et She Speaks: Women's Speeches That Changed the World, from Pankhurst to Greta, publiés respectivement en novembre 2019 et octobre 2020,.